# 齐格勒-纳塔催化剂
齐格勒-纳塔催化剂是一种有机金属催化剂，用于合成非支化、高立体规整性的聚烯烃，又称齐格勒-纳塔引发剂，属于配位聚合引发剂。典型的齐格勒-纳塔催化剂是双组分体系，由元素周期表中IV~VIII族过渡金属化合物与I~III主族金属烷基化合物组成，常常具有引发α-烯烃进行配位聚合的活性，典型的如三氯化钛-三乙基铝[TiCl3-Al(C2H5)3]。1950年代德国化学家卡尔·齐格勒合成了这一催化剂，并将其用于聚乙烯的生产，得到了支链很少的高密度聚乙烯；意大利化学家居里奥·纳塔将这一催化剂用于聚丙烯生产，发现得到了高聚合度，高规整度的聚丙烯。两位科学家因此项贡献于1963年获得诺贝尔化学奖。目前。齐格勒-纳塔引发剂是配位阴离子聚合中数量最多的一类引发剂，可用于α-烯烃、二烯烃、环烯烃的定向聚合。

## 历史
1953年，德国化学家卡尔·齐格勒第一个发现钛基催化剂，他以四氯化钛-三乙基铝[TiCl4-Al(C2H5)3]作为引发剂，在温度（60-90℃）和压力（0.2-1.5MPa）温和的条件下，使乙烯聚合成高密度聚乙烯HDPE（0.94-0.9g/㎝),其特点是少支链（1-3个支链/1000碳原子）、高结晶度（约90%）和高熔点（125-130℃）。1954年，意大利人朱利奥纳塔进一步以TiCl3-Al(C2H5)3作引发剂，使聚丙烯合成等规聚丙烯（熔点175℃）。在1963卡尔齐格勒和朱利奥纳塔获得了诺贝尔化学奖。
齐格勒纳塔催化剂自1956以来用于各种聚烯烃进行工业生产。2010年，由烯烃生产出大量的塑料、弹性体和橡胶（特别是Phillips）所用的催化剂在全球超过100000000吨。这些聚合物是体积最大的商品塑料以及体积最大的大众化工产品的世界。
早在20世纪50年代的工人在菲利普斯石油发现的铬催化剂用于乙烯低温聚合是非常有效的，它推出了一个主要的工业技术。几年后，他发现，四氯化钛和铝的组合（C2H5）2Cl在生产聚乙烯时有同样的催化作用。纳塔用水晶的α三氯化钛结合Al（C2H5）3产生了第一个全同立构聚丙烯。一般的齐格勒催化剂是指齐格勒 - 纳塔（Ziegler-Natta）催化剂Ti系系统的转换，同样也是是指乙烯和丙烯的转换系统。在20世纪70年代，发现Ti系催化剂的活性大大提高。这些催化剂非常活跃，剩余的Ti不再从产物中除去。线性低密度聚乙烯（LLDPE）树脂开始商业化，并允许开发非结晶性共聚物。
在20世纪60年代，巴斯夫公司开发的气相聚合过程中，运用机械搅拌聚丙烯。在这一过程中，在反应器中的颗粒床或者不流化或不完全流化。 1968年，第一气相流化床聚合工艺，即以UNIPOL工艺，由Union Carbide商品化生产聚乙烯。在20世纪80年代中期，以UNIPOL工艺，进一步扩大生产聚丙烯。
流化床工艺的特点，包括它的简单性和产品的质量保证，使世界各地广为接受。直至今天，这两种流化床工艺仍然用于生产聚丙烯。

## 聚-1 - 烯烃的立体化学
居里奥·纳塔使用基于钛的氯化物作为丙烯与其它1 - 烯烃聚合的第一聚合反应的催化剂。他发现，这些聚合物都是结晶性材料，具有结晶性，称为立构规整聚合物结构的特殊性。
在聚合物链中立构规整性的概念，已经标注在上面的图片中。有规立构的聚（1-链烯烃）可分为全同立构和间同立构，它们的高分子链由重复单元- [CH 2-CHR] -相对位置而定，类似的基团有亲油基团（CH3）。在全同立构系的聚合物中，CHR的所有的手性中心构型相同。在间同立构聚合物中交替手性中心的相对的位置。聚合物的取代基在平面两侧或手性中心的构型呈无规则排列被称为无规立构。全同立构和间同立构聚丙烯都是结晶的，可用齐格勒-纳塔催化剂制备具有结晶性的聚丙烯，因此可用齐格勒-纳塔催化剂制备立构规整聚合物。

## 主要组分
典型的齐格勒-纳塔引发剂是一种二元体系，过渡金属化合物是主引发剂，金属烷基化合物是助引发剂。其中，主引发剂可能为Ti、V、Mo、Zr、Cr的卤化物、氧氯化物、乙酰丙酮物、环戊二烯基金属氯化物等，主要用于α-烯烃的配位聚合；MoCl5和WCl6则专门用于环烯烃的开环聚合；Co、Ni、Ru、Rh的卤化物或羧酸盐则主要用于二烯烃的聚合。为了提高催化剂的活性或者增加产物的立体规整性，常常加入第三组分，通常为具有给电子性的N、O、S、P等元素的化合物。
茂金属引发剂则是另一类齐格勒-纳塔引发剂，由环戊二烯类、第四副族（IV B族）过渡金属和非茂配体三个部分组成，通常还要加入甲基铝氧烷作为助引发剂。均相茂金属引发剂通常具有活性高（活性中心形成率高）、活性中心单一、立构规整度好、适用几乎所有乙烯基单体等特点。

## 溶解性能
齐格勒-纳塔体系可以分为非均相和均相两类，非均相体系不溶于烃类，均相体系可溶于烃类。溶解由过渡金属组成和反应条件决定。
- 非均相引发体系与立体规整聚合物的合成有关，以Ti系为代表，如TiCl4-AlR3在-78°C即可溶于庚烷或甲苯，对乙烯聚合有活性，对丙烯聚合的活性很低。升高温度则转变为非均相，活性提高。低价氯化钛（或钒），如TiCl3、TiCl2、VCl4等，本身就不溶于烃类，与AlR3或AlR2Cl反应后，仍为（微）非均相，对丙烯聚合有较高的活性，并有定向作用。这类催化剂在产业中占主导地位。

- 均相引发体系以钒系为代表，如VOCl3/AlEt2Cl或V(acac)3/AlEt2Cl可用于合成乙丙橡胶。卤化钛中的卤素部分或全部被RO、acac或Cp所取代，再与AlR3络合，如Cp2TiCl>2-AlEt3,也成为可溶性引发剂，对乙烯聚合尚有活性，但对丙烯聚合的活性和定向能力就很差了。

凡能使丙烯聚合的引发剂一般都能使乙烯聚合，但是使乙烯聚合的未必能使丙烯聚合。

## 反应机制
齐格勒-纳塔催化剂以固体形态引发烯烃类聚合反应，生成定向聚合物。如为溶液形态，则不能得到立体规整聚合物。齐格勒-纳塔催化剂引发的聚合反应属于阴离子配位加聚，目前提出两种机理，即双金属活性中心机理和单金属活性中心机理。双金属活性中心机理指出，单体在聚合时插入到过渡金属原子（活性中心）和烃基相连的位置，生成π配位化合物，该化合物又经配位反应生成一个新的活性中心，交替进行。单金属中心理论则是以过渡金属原子为活性中心，单体在活性中心的空位上配位，插入到金属原子-碳键中。
以TiCl4-Al(C2H5)3(或AlR3)为代表，剖析两组分的反应情况。
TiCl4是阳离子引发剂，Al(C2H5)3是阴离子引发剂。两者单独使用时，都难使乙烯或丙烯聚合，但相互作用后，却易使乙烯聚合；TiCl3-AlEt3体系还能使丙烯定向聚合。
配置引发剂时需要一定的陈化时间，保证两组分适当反应。反应比较复杂，首先是两组分基团交换或烷基化，形成钛-碳键。烷基氯化钛不稳定，进行还原态分解，在低价钛上形成空位，供单体配位之需，还原是产生活性不可缺的反应。相反，高价态的配位点全部与配体结合，就很难产生活性。分解产生的自由基双基终止，形成C2H5Cl、n-C4H10、C2H6、H2等。
烷基化     
```
    TiCl
4
+AlR
3
→RTiCl
3
+AlR
2
Cl
    TiCl
4
+AlR
2
Cl→RTiCl
3
+AlRCl
2

    RTiCl
3
+AlR
3
→R
2
TiCl
2
+AlR
2
Cl
```

烷基钛的均裂和还原
```
    RTiCl
3
→TiCl
3
+R•
    R
2
TiCl
2
→RTiCl
2
+R•
    TiCl
4
+R•→TiCl
3
+RCl
```

自由基终止
```
    2R•→偶合或歧化终止
```

以TiCl3作主引发剂时，也发生类似反应。两组分比例不同，烷基化和还原的深度也有差异。上述只是部分反应式，非均相体系还可能存在着更复杂的反应。
研究Cp2TiCl2-AlEt3可溶性引发剂时，发现所形成的蓝色结晶有一定熔点（126-130℃）和一定分子量，经X射线衍射分析，确定结构为Ti---Cl---Al桥形络合物。估计氯化钛和烷基铝两组分反应，也可能形成类似的双金属桥型络合物（TiCl3-AlEt3双金属络合物）或单金属络合物（TiCl3单金属络合物），成为烯烃配位聚合的活性种，但情况会更加复杂。

## 发展与意义
最初，烯烃聚合采用的是自由基聚合，采用这一机理需要高压反应条件，并且反应中存在着多种链转移反应，导致支化产物的产生。对于聚丙烯，问题尤为严重，无法合成高聚合度的聚丙烯。
从生产角度来讲，齐格勒-纳塔催化剂的出现使得很多塑料的生产不再需要高压，减少了生产成本，并且使得生产者可以对产物结构与性质进行控制。从科学研究角度上，齐格勒纳塔催化剂带动了对聚合反应机理的研究。随着机理研究的深入，一些对产物控制性更好的有机金属催化剂系统不断出现，如茂金属催化剂、凯明斯基催化剂等。
引发剂是α-烯烃配位聚合的核心问题，研究重点放在提高聚合活性、提高立构规整度，使聚合度分布和组成分布均一等目标上。关键措施有二：添加电子体和负载。
（1）给电子体（Lewis碱）——第三组分的影响
α-TiCl3配用AlEt2Cl引发配位聚合时，定向能力比配用AlEt3时高，聚合活性则稍有降低。如配用AlEtCl2，则活性和定向能力接近于零，但加入含有O、N、P、S等的给电子体B：（Lewis碱）后，活性和IIP均有明显提高，分子量也增大。早期多从化学反应角度进行局部解释，例如AlEtCl2歧化成AlEt2Cl和AlCl3后，Lewis碱可与AlCl3络合，使AlEt2Cl游离出来，恢复部分活性和定向能力。
```
    2AlEtCl
2
+：B→AlEt
2
Cl+AlCl
3
：B
```

给电子体对铝化合物的络合能力随其中氯含量的增多而加强，其顺序为
```
    B：AlCl
3
>B：AlRCl
2
>B：AlR
2
Cl>B：AlR
3
```

20世纪50-60年代，第一代α-TiCl3-AlEt3两组分引发剂对丙烯的聚合活性5×103}gPP/gTi,聚丙烯IIP约为90%。60年代，曾添加六甲基磷酸胺（HMPTA），使丙烯聚合活性提高到5×104gPP/gTi，增加了10倍。70-80年代，添加了酯类给电子体并负载，活性提高到2.4×106gPP/gTi，IPP>98%。活性提高后，引发剂用量减少，残留引发剂不用脱除，后处理简化。
（2）负载的影响
在早期齐格勒纳塔引发剂中，裸露在晶体表面、边缘或缺陷处而成为活性中心的Ti原子只占约1%，这是活性较低的重要原因。如果将氯化钛充分分散在载体上，是大部分（如90%）Ti原子裸露而成为活性中心，则可大幅度地提高活性。
载体种很多，如MgCl2、Mg（OH）Cl、Mg（OR2)2、SiO2等。对于丙烯聚合，以MgCl2最佳。常用的无水氯化镁多为α-晶型，结构规整，钛负载量少，活性也低。负载时，如经给电子体活化，则可大幅度地提高活性。活化方法有研磨法和化学反应法两种。
研磨法   将TiCl4-AlEt3引发剂、MgCl2或Mg（OH）Cl载体、给电子体（如苯甲酸乙酯EB）三者共同研磨，使引发剂分散并活化，则可显著提高活性。这种引发剂制备过程中所加入给电子体，俗称内加给电子体（如内加酯）。活性提高的原因可能是形成了MgCl2•EB或MgCl2•EB•TiCl4络合物，构成了负载型引发剂主体。
内加酯的配位能力愈强，则产物等规度愈高。酯的配位能力与电子云密度和邻近基团的空间障碍有关，一般双酯（如邻苯二甲酸二丁酯）对等规度的贡献比单酯（如苯甲酸乙酯）大。
负载型引发剂经内加酯后，聚合时还应再加另一外加酯（如二苯基二甲氧基硅烷）参与活性中心的形成，一边改变钛中心的微环境，增加立体效应，有利于等规度的提高。酯类也可用作内、外给电子体配合得当，引发剂的聚合活性可以高达106gPP/gTi。
化学反应法    研磨法主要是物理分散，而化学反应法则是在溶液中反应而后沉淀出来，使引发剂组分-载体分散得更细，形态更好。一般先将MgCl2与醇、酯、醚、Lewis碱（LB）等制成可溶于烷烃的复合物。
```
   MgCl
2
(s)+ROH→MgCl
2
•ROH
   MgCl
2
•ROH+LB→MgCl
2
•ROH•LB  
```

再与TiCl4进行一系列化学反应，重新析出MgCl2，同时使部分钛化合物负载在MgCl2表面。加有Lewis碱，析出的MgCl2晶体是带有螺旋（rd）缺陷的晶体MgCl2•LB(s),这是高活性引发剂的最好载体。而无Lewis碱时，析出的则是立方和六方紧密堆砌的MgCl2晶体，活性较差。
```
   MgCl
2
(s)+TiCl
4
→MgCl
2
(s)•TiCl
4
 
   MgCl
2
(s)+Cl
3
TiOR→MgCl
2
（s）•Cl
3
TiOR
```

根据成型加工的需要，还可以将负载引发剂制成球形，以便烯烃在此骨架上聚合发育成长，最终形成球形树脂。现已发展有多种高效、颗粒规整、结构可控的新型引发剂体系。

## 齐格勒-纳塔催化剂制备商业聚合物
- 聚乙烯
- 聚丙烯
- 顺丁橡胶
- 聚乙炔